# Jacob Bunel
Jacob Bunel (getauft 6. Oktober 1558 in Blois; † 14. Oktober 1614 in Paris) war ein französischer Maler.

## Leben
Jacob Bunel war der Sohn des französischen Malers François Bunel dem Älteren. Sein Bruder François Bunel der Jüngere wurde später ebenfalls Maler. Nachdem er sich von seinem Vater hat ausbilden lassen, zog er nach Rom, wo er bei Federico Zuccari studierte. Mit seiner Rückkehr nach Frankreich erhielt er eine Anstellung beim König Heinrich IV., wobei er unter anderem mit Frans Pourbus dem Jüngeren und Toussaint Dubreuil in einem Atelier im Louvre zusammenarbeitete. Seine Arbeiten und sein Stil wird der Schule von Fontainebleau zugeordnet.
Bunel war mit der Malerin Marguerite Bahuche verheiratet.
Ein späterer Schüler Bunels wurde der Barockmaler Claude Vignon.